# Kolpos Lagana Zakynthou (Akr. Geraki - Keri) Kai Nisides Marathonisi Kai Pelouzo
Kolpos Lagana Zakynthou (Akr. Geraki - Keri) Kai Nisides Marathonisi Kai Pelouzo este o arie protejată (arie specială de conservare — SAC, sit de importanță comunitară — SCI) din Grecia întinsă pe o suprafață de 6.977,66 ha, integral pe uscat.

## Localizare
Centrul sitului Kolpos Lagana Zakynthou (Akr. Geraki - Keri) Kai Nisides Marathonisi Kai Pelouzo este situat la coordonatele 37°42′12″N 20°54′08″E / 37.703291°N 20.902183°E.

## Înființare
Situl Kolpos Lagana Zakynthou (Akr. Geraki - Keri) Kai Nisides Marathonisi Kai Pelouzo a fost declarat sit de importanță comunitară în august 1996 pentru a proteja 6 specii de animale. Situl a fost protejat și ca arie specială de conservare în martie 2011.

## Biodiversitate
Situată în ecoregiunile marină mediteraneană și mediteraneană, aria protejată conține 18 habitate naturale: Bancuri de nisip acoperite în permanență slab de apă marină, Straturi cu Posidonia (Posidonion oceanicae), Recifuri, Vegetație anuală la limita mareei, Faleze cu vegetație de Limonium spp. endemic de pe coastele mediteraneene, Pășuni mediteraneene udate de apa mării (Juncetalia maritimi), Dune mobile cu vegetație embrionară, Dune mobile de-a lungul țărmului cu Ammophila arenaria („dune albe”), Depresiuni intradunale umede, Dune împădurite cu Pinus pinea și/sau Pinus pinaster, Iazuri temporare mediteraneene, Matorral arborescenți cu Juniperus spp., Sarcopoterium spinosum phryganas, Phrygana endemică cu Euphorbio-Verbascion, Mlaștini calcaroase cu Cladium mariscus și specii de Caricion davallianae, Galerii și tufărișuri riverane sudice (Nerio-Tamaricetea și Securinegion tinctoriae), Păduri de Olea și Ceratonia, Păduri de pin mediteraneene cu pini mezogeni endemici.
La baza desemnării sitului se află mai multe specii protejate:
- mamifere (1): delfin mare (Tursiops truncatus)
- reptile (5): șarpele cu patru dungi (Elaphe quatuorlineata), țestoasa de baltă (Emys orbicularis), Mauremys rivulata, țestoasă bănățeană (Testudo hermanni), elaphe situla (Zamenis situla)

Pe lângă speciile protejate, pe teritoriul sitului au mai fost identificate 25 de specii de plante, 60 de specii de păsări, 4 specii de amfibieni, 1 specie de mamifere, 2 specii de nevertebrate, 9 specii de pești, 11 specii de reptile.